# Takelot III

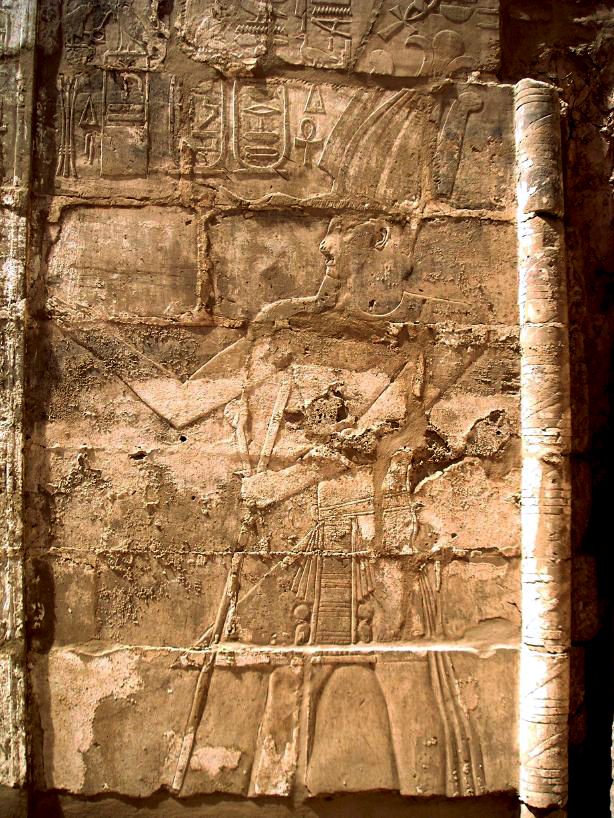
Takelot III- Relief ze świątyni w Karnaku

Takelot III – faraon, władca starożytnego Egiptu, z XXIII dynastii libijskiej, z czasów Trzeciego Okresu Przejściowego. Panował wraz ze swym ojcem, Osorkonem III w latach 767-762 p.n.e., a następnie samodzielnie do 755 roku p.n.e. Był synem Osorkona III i królowej Tentsai. Przed objęciem władzy sprawował funkcje kapłańskie, których kulminacją było osiągnięcie godności wielkiego kapłana Amona w Tebach. Wcześniej, prawdopodobnie sprawował funkcje kapłańskie i dowódcze w Herakleopolis, zajmując tam miejsce Szeszonka V, usuniętego przez Osorkona III. Po objęciu przez Takelota władzy królewskiej, jego siostra Szepenupet I sprawowała funkcję boskiej małżonki Amona i jak się wydaje dzieliła z nim władzę królewską, sprawując jednocześnie także funkcję wielkiego kapłana Amona w Tebach, którą to funkcję Takelot porzucił dla władzy królewskiej. W Herakleopolis zastąpił Takelota Pefczauauibastet, zięć Rudżamona, brata Takelota.
| G5 |

| G5 |

| M13 | N17 · N17 |

| M13 | N17 · N17 |

| M13 | N17 · N17 |

| M13 | N17 · N17 |

| G5 |

| G5 |

| M13 | N17 · N17 |

| M13 | N17 · N17 |

| M13 | N17 · N17 |

| M13 | N17 · N17 |

| G16 |

| G16 |

| M13 | N17 · N17 |

| M13 | N17 · N17 |

| M13 | N17 · N17 |

| M13 | N17 · N17 |

| G16 |

| G16 |

| M13 | N17 · N17 |

| M13 | N17 · N17 |

| M13 | N17 · N17 |

| M13 | N17 · N17 |

| G8 |

| G8 |

| M13 | N17 · N17 |

| M13 | N17 · N17 |

| M13 | N17 · N17 |

| M13 | N17 · N17 |

| G8 |

| G8 |

| M13 | N17 · N17 |

| M13 | N17 · N17 |

| M13 | N17 · N17 |

| M13 | N17 · N17 |

| G39 | N5 |

| G39 | N5 |

| i | mn · n · U7 | H8 · Z1 | st | T · k | r · t · Z1 · N17 | U33 |

| i | mn · n · U7 | H8 · Z1 | st | T · k | r · t · Z1 · N17 | U33 |

| i | mn · n · U7 | H8 · Z1 | st | T · k | r · t · Z1 · N17 | U33 |

| i | mn · n · U7 | H8 · Z1 | st | T · k | r · t · Z1 · N17 | U33 |

| G39 | N5 |

| G39 | N5 |

| i | mn · n · U7 | H8 · Z1 | st | T · k | r · t · Z1 · N17 | U33 |

| i | mn · n · U7 | H8 · Z1 | st | T · k | r · t · Z1 · N17 | U33 |

| i | mn · n · U7 | H8 · Z1 | st | T · k | r · t · Z1 · N17 | U33 |

| i | mn · n · U7 | H8 · Z1 | st | T · k | r · t · Z1 · N17 | U33 |

Poza wymienionymi znane są liczne inne warianty zapisu imion Takelota.
W omawianych czasach w różnych częściach Egiptu władzę sprawowali:
- Szeszonk V – w Tanis.
- Tefnacht – w Sais.
- Alara – w Napacie.
- Nimlot – w Hermopolis.
- Pefczauauibastet – w Herakleopolis.

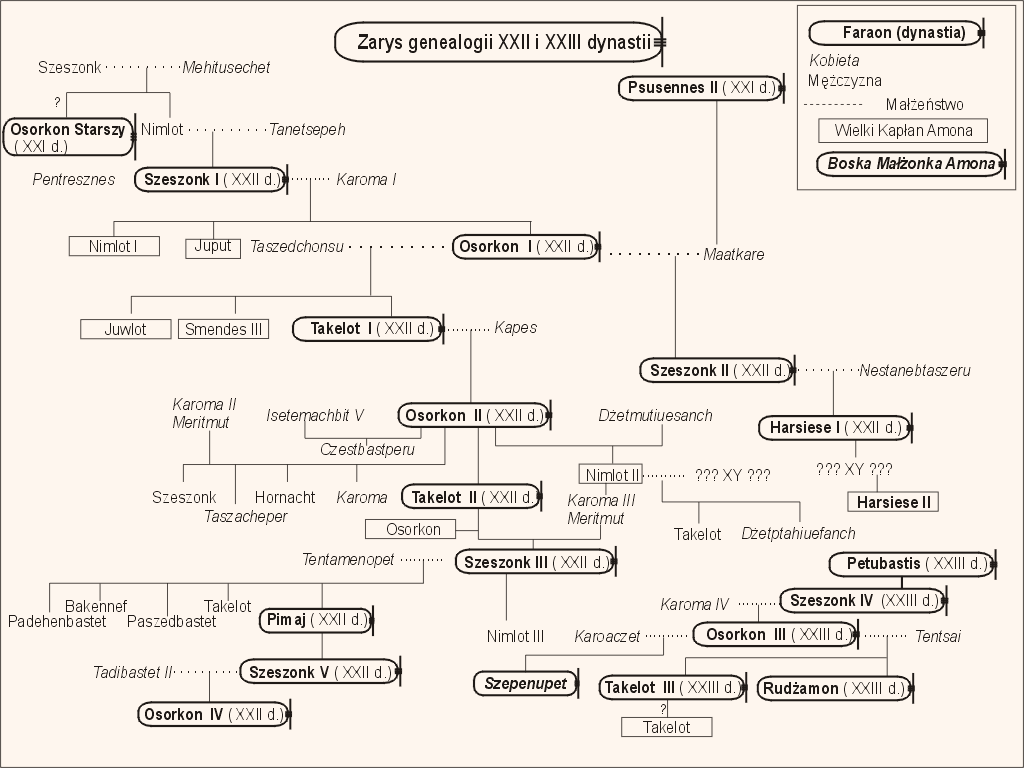
Zarys genealogii XXII i XXIII dynastii.

Jak wyglądał podział władzy w Egipcie w Trzecim Okresie Przejściowym 
.